# Galeazzo Ciano
Galeazzo Ciano (n. 18 martie 1903, Livorno, Italia – d. 11 ianuarie 1944, Verona, Italia) a fost un politician și diplomat italian.